# 티그란 사르키샨
티그란 수레니 사르키샨(아르메니아어: Տիգրան Սուրենի Սարգսյան, 1960년 1월 29일 ~ )은 아르메니아의 정치인이며, 2008년 4월 9일부터 2014년 4월 3일까지 아르메니아의 총리를 맡았다.
티그란 사르키샨은 소비에트 연방 아르메니아 소비에트 사회주의 공화국 키노바칸에서 태어났다. 1980년부터 1983년까지 상트페테부르크 재정경제대학교를 다녔으며, 1983년부터 1987년까지 대학원에서 수학하면서 박사학위를 받았다. 1987년부터 1990년까지 아르메니아 경제기획청과학연구원대외경제부장으로 일했다. 1988년부터 1993년까지 젊은 전문가와 과학자의 공화국 위원회 위원장으로 활동했다. 1990년부터 1995년까지 아르메니아 공화국 최고 위원회의 회원과 재정,신용,예산 사무를 위한 상임위원회 위원장이었다. 1995년부터 1998년까지 사회개혁 과학연구소 소장과 아르메니아 은행 협회 회장을 했다. 1998년 3월 3일에 아르메니아 중앙은행의 총재를 맡고있으며, 2005년 3월 2일에 두 번째 임기를 위한 아르메니아 국회에서 열린 투표에서 96표 중 86표를 얻어 7년 임기의 중앙은행 총재로 재선하였다. 그 후 총리로 임명되었던 2008년 4월 9일까지 중앙은행 총재로 활동했다.